# 瓜達拉哈拉販毒集團
瓜達拉哈拉販毒集團（西班牙語：Cártel de Guadalajara）是墨西哥的一個贩毒集团，由米格尔·安赫尔·费利克斯·加利亚多、拉斐尔·卡罗·金特罗和埃内斯托·丰塞卡·卡里略等人于1970年代后期創辦。該集團曾經曾經与哥伦比亚可卡因販毒集團合作向美国走私了大量可卡因和大麻。 1980年代，该集團壟斷了美墨邊界的毒品走私交易。其販毒網絡遍佈墨西哥哈利斯科州、下加利福尼亞州、科利馬州、索諾拉州、奇瓦瓦州和錫那羅亞州等州。